# (2891) McGetchin
(2891) McGetchin es un asteroide que forma parte del cinturón exterior de asteroides y fue descubierto por Carolyn Jean S. Shoemaker el 18 de junio de 1980 desde el observatorio del Monte Palomar, Estados Unidos.

## Designación y nombre
McGetchin fue designado inicialmente como 1980 MD.
Más tarde, en 1983, se nombró en honor del geólogo estadounidense Thomas R. McGetchin (1936-1979).

## Características orbitales
McGetchin orbita a una distancia media del Sol de 3,367 ua, pudiendo alejarse hasta 3,808 ua y acercarse hasta 2,926 ua. Su excentricidad es 0,131 y la inclinación orbital 9,331 grados. Emplea 2257 días en completar una órbita alrededor del Sol.

## Características físicas
La magnitud absoluta de McGetchin es 11.